# Головински район
Головински район е административен район на Северен окръг в Москва.